# Alberto Boatto
Alberto Boatto (Firenze, 9 luglio 1929 – Roma, 9 febbraio 2017) è stato un critico d'arte italiano.
Dai primi anni Sessanta fino alla scomparsa ha prodotto studi sull’avanguardia del primo Novecento (dadaismo, Marcel Duchamp), sui caratteri estetici e culturali del mondo moderno, dalle sue origini ottocentesche in avanti, e sulle tendenze delle arti visive. I suoi libri e i suoi saggi sono stati tradotti nelle principali lingue europee; ha fondato e diretto le riviste «cartabianca», «Senzamargine» (1968-69) e «La città di Riga» (1976-77).

## Biografia
Alberto Boatto è uno dei personaggi più originali della critica d’arte in Italia del secondo Novecento.
Nato nel 1929 a Firenze, si formò autonomamente, senza insegnanti – eccetto la figura di Primo Conti, al quale si appoggiò nel periodo giovanile – ed entrò con il concorso alla RAI alla fine degli anni Cinquanta. Questa fu un’esperienza che lo stancò presto e così preferì l'insegnamento nelle Accademie di belle arti, prima a Urbino, dove lo chiamò Concetto Pozzati, e poi a Roma.
Nel 1974 Boatto curò una mostra, Ghenos Eros Thanatos,
(Stefano Chiodi)
Nell’autunno del 1964 andò a New York per incontrare gli artisti che in quegli anni stavano radicalmente cambiando l’arte e le sue creazioni. Visitò gli studi di Robert Rauschenberg, Jasper Johns, Roy Lichtenstein, Claes Oldenburg ed ebbe un incontro ravvicinato con le opere di Andy Warhol, George Segal, Jim Dine e altri. Frequentò direttamente l’ambiente artistico delle gallerie di Leo Catelli e Sidney Janis. 
Queste esperienze portarono Boatto a scrivere il suo libro più noto, Pop art in U.S.A. (1967; nuova edizione Laterza 2015), un’opera basata sulla sua curiosità intellettuale e un’analisi che ha contrastato i pregiudizi avanzati da molti critici del tempo nei confronti della Pop Art. 
Nei primi anni settanta, Boatto si interessò a un contesto in cui gruppi e tendenze si mescolano e convivono. Ne furono testimoni alcuni artisti che emergono tra i due decenni come Gino De Dominicis, Vettor Pisani, o anche, su altri versanti, Luigi Ontani e Salvo.
Alberto Boatto morì a Roma il 9 febbraio del 2017, all'età di 87 anni.

## Pensiero
L’approccio di Boatto è sempre stato caratterizzato dal bisogno di comprendere in profondità il presente, oltre gli schemi e gli automatismi dell’attualità, e dalla necessità di rinnovare la critica d’arte.
Distante tanto dai toni evocativi dei “critici-poeti” che dalla secchezza degli accademici, quella di Boatto si è così presentata sin dall’inizio come una visione autonoma, alimentata da una modernità eterodossa e cosmopolita, nutrita di filosofia, psicoanalisi e antropologia, in cui spiccano i grandi “distruttori” (Sade, Freud, Nietzsche), il surrealismo francese (Bataille, Breton, Leiris), ma anche scrittori e saggisti di sensibilità e percorsi diversi (Blanchot, Borges, Jünger, Michaux).
Boatto ha sempre puntato ad andare oltre all’efficacia immediata della scrittura critica, ideologica e mercantile, riaffermando al contrario l’esigenza “di una libertà non astratta ma concreta”, praticando uno sguardo dal di fuori. Lo sguardo dal di fuori è anche il titolo di uno dei suoi libri più intensi e originali (1981; nuova edizione Castelvecchi 2013). Boatto univa infatti all’analisi della costellazione pop e dei maestri del new dada una riflessione sul destino dell’arte nell’epoca del consumo universale e della produzione di massa. A partire dalla fine degli anni settanta la sua scrittura si allontana sempre più dallo scenario artistico circostante per inoltrarsi in personalissime esplorazioni al confine tra letteratura, estetica, storia dell’arte. 
Boatto stesso ha sintetizzato in chiave autobiografica questo suo atteggiamento all'interno di una dichiarazione fatta a Roberto Lambarelli:
(Alberto Boatto)

## Opere principali

### Narciso infranto. L’autoritratto moderno da Goya a Warhol
In Narciso infranto. L’autoritratto moderno da Goya a Warhol (Laterza 2002), Boatto inizia ponendo un interrogativo strettamente legato all'uomo e a cui si impegna a rispondere l’autoritratto: "Chi sono io?". Boatto spiega come l’autoritratto non corrisponda affatto al ritratto, ma sia anzi il suo opposto, in quanto l’artista dinnanzi al suo volto si sente dire "questo è il tuo volto", pensando però "questo è il mio volto". Boatto spiega come proprio nella differenza dell’aggettivo possessivo si trovi l’ineluttabile differenza di pittura e fotografia, nonostante entrambe si dedichino alla fisionomia e all’apparenza dei corpi.
Nell'interpretazione di Boatto, il pittore riflette le proprie fattezze dentro lo specchio per rappresentarsi e definire la propria natura, ma lo specchio presenta solo un'immagine speculare e così l’artista non può mai vedersi come gli altri lo vedono. Il pittore inoltre si sdoppia divenendo sia il soggetto agente (l’artista) sia l'oggetto che viene ritratto. Egli, in questo modo, si guarda e inevitabilmente si giudica e si misura, prendendo le distanze da sé stesso e studiandosi. Boatto presenta questa condizione di solitudine come temuta e al tempo stesso desiderata dall’animo umano. 

In questo modo il critico riesce a trattare il tema della morte, o meglio: la paura della morte, di una fine. Il pittore, dipingendo se stesso, cerca di imprimere sulla tela un io eterno, anche se in parte sconosciuto,
(Alberto Boatto)
 Così l’artista sa che lascerà una memoria di sé e combatte il lato oscuro e quasi spaventoso della solitudine, tanto temuta in vita quanto fuori da essa.
Dopo questa introduzione l’origine mitica dell’autoritratto viene fatta risalire a Narciso, come indicato dal titolo stesso dell’opera. Narciso respinge il tu, dall’altro sesso al mondo nella sua interezza, cui preferisce il duplicato di se stesso, negandosi la vita. Preferisce in sostanza la solitudine a “quel copioso universo che si agita alle sue spalle”, ma la morte è il prezzo che deve pagare per avere la conoscenza di se stesso.
Secondo l’autore, l’autoritratto, come espressione della modernità, nasce dalle fratture che accompagnano la Cristianità, in quanto è necessario che il legame tra l’uomo e il sacro cominci a lacerarsi in modo da rendere l’uomo indipendente e autonomo. Nei primissimi autoritratti «moderni» sembra quindi di poter intravedere la psicologia di questo passaggio epocale, come si può vedere nell’autoritratto di Filippo Lippi nella pala monumentale della Incoronazione della Vergine dipinta fra il 1441 e il 1447.

Boatto motiva il titolo di Narciso Infranto con l'ipotesi che gli ultimi due secoli e l’avvento del moderno segnino la profonda disgregazione di Narciso e, con lui, quella dell’autoritratto. Nel corso dell’Ottocento e nei primi decenni del Novecento ritorna quel mondo che Narciso aveva rifiutato con noncuranza, fanno ritorno
(Alberto Boatto)
Nell'interpretazione di Boatto, Goya si era chiesto com’è mai possibile affrontare soli la morte quando la speranza che era stata condivisa per secoli dall’Europa cristiana non vi è più, e Warhol, un secolo e mezzo più tardi, si pone lo stesso interrogativo, caricandosi del peso della morte e inquadrandola con il suo obiettivo fotografico, guardando all’epoca della comunicazione di massa.
È in quest'ottica che Boatto confronta una grande varietà di autoritratti partendo proprio da Goya e arrivando a Warhol, sulla soglia del terzo millennio; conclude riallacciandosi all’immagine di Narciso, che però ha ora imparato a volgere lo sguardo in direzione dell’universo.

### Pop Art
In Pop Art (1983) Alberto Boatto sottolinea il pieno diritto della Pop Art a far parte del corpo vivo dell’arte del XX secolo.
Boatto presenta l’artista pop come un uomo che si è lasciato appassionare dalla metropoli con i suoi prodotti prefabbricati in serie e i suoi mezzi di comunicazione di massa. La Pop Art manifesta però le sue ultime spinte creative nel 1968, quando cioè la città va incontro a una violenta contestazione che parte sia dal suo interno, che dalla periferia geografica, dove cioè si trova quel gruppo marginale che non accetta di sottoporsi alla violenza dispotica propria del mondo metropolitano. Nel 1968 si ha l’inizio di un'evoluzione costante dei singoli artisti.
L’avanguardia, che si è sempre proposta di essere una pratica di vita, vede nel fervore del ’68 l’occasione per concretizzarsi e lo fa attraverso quei linguaggi che le sono sempre appartenuti: il gesto e il comportamento; inizia a fare politica, vedendo in essa modo di eversione e insurrezione. Tuttavia l’avanguardia viene messa da parte, decretando la sua fine; così quei concetti intimamente legati all’avanguardia, come l’antipittura, l’antivalore, l’esteticità non erano solo delle parole, ma degli obiettivi da raggiungere. 

Anche la Pop Art fa parte dell’avanguardia, ma solo nel suo ultimo periodo, quello chiamato seconda avanguardia o neo-avanguardia. Boatto descrive la Pop Art come
 A differenza dell’artista passato, quello moderno è circondato da immagini fotografiche, televisive, di oggetti tutti uguali fra loro ed egli decide proprio di fare di tutto ciò arte, a differenza anche degli stessi futuristi o dadaisti, che pure già guardavano alle tecniche industriali di produzione dell’immagine.

La Pop Art ha esteso al massimo due procedimenti di base del moderno:
(Alberto Boatto)
 Gli artisti pop colgono il concetto del doppio che è intrinseco alla modernità e lo mostrano al mondo per quello che è.
L'edizione 2015 di Laterza presenta una piccola novità, in quanto nell’appendice sono stati riuniti per la prima volta alcuni testi, scritti e pubblicati in tempi successivi. Questi seguono un percorso dell’arte d’oltreoceano; parlano di New York dalla prospettiva del fotografo William Klein e presentano un profilo di Rauschenberg.

### Ghenos Eros Thanatos
Il libro di Alberto Boatto, Ghenos Eros Thanatos e altri scritti sull’arte (1968-1985), a cura di Stefano Chiodi, è un documento sotto forma di libro, che si compone dei testi e delle foto del libro-mostra di Ghenos Eros Thanatos, la mostra organizzata da Boatto il 15 novembre 1974 alla Galleria de’ Foscherari di Bologna.
Boatto confronta le poetiche di Pascali e Kounellis e divide il libro in capitoli per poter presentare i vari artisti. Nel primo capitolo l’immaginario mira a sostituire la realtà con animazioni e contraffazioni; nel secondo reale e immaginario non sono ancora separati dalla ragione e risultano uniti temporalmente, in visioni mitiche o arcaiche (L’immaginario in Pascali e Kounellis, 1973).                                                                                                                                                 Le componenti psicologiche, estetiche e culturali che propone Boatto, vanno a comporre lo scenario artistico di Ghenos Eros Thanatos.
Boatto scrive che Ghenos Eros Thanatos è una “mostra-libro” concepita come
(Alberto Boatto)
                                                                                                                            Un capitolo di questa “mostra-libro” contiene un’anticipazione dei temi che Boatto svilupperà più ampiamente nel Cerimoniale di messa a morte interrotta di tre anni dopo.

## Opere
- Alberto Boatto, Pop Art in USA, Lerici, 1967.
- Alberto Boatto, Cerimoniale di messa a morte interrotta, Cooperativa Scrittori, 1977.
- Alberto Boatto, Lo sguardo dal di fuori, Cappelli editore, 1977.
- Alberto Boatto, Della ghigliottina considerata una macchina celibe, Giancarlo Politi Editore, 1988.
- Alberto Boatto, Della guerra e dell’aria, Costa & Nolan, 1992.
- Alberto Boatto, Narciso infranto. L’autoritratto moderno da Goya a Warhol, Laterza, 2002.
- Alberto Boatto, Di tutti i colori. Da Matisse a Boetti, le scelte cromatiche dell’arte moderna, Laterza, 2008.
- Alberto Boatto, Chi è cacciato dal Paradiso? Estetica e teologia del giardino, Mudima, 2016.
- Alberto Boatto, Ghenos Eros Thanatos, a cura di Stefano Chiodi, Roma, L'orma editore, 2016, ISBN 978-88-980-3868-8.
- Alberto Boatto, New York 1964 New York, Italosvevo Edizioni, 2019.